# To the Ends of the Earth (documentaire)
Pour les articles homonymes, voir To the Ends of the Earth.
To the Ends of the Earth est un film documentaire britannique de William Kronick (en) sorti en 1983, sur l'Expédition Transglobe réalisée par l'équipe de Ranulph Fiennes. 

## Fiche technique
- Réalisation : William Kronick (en)
- Durée : 96 minutes
- Musique : John Scott

## Distribution
- Richard Burton : narrateur
- Prince Charles : narrateur
- Ranulph Fiennes : lui-même